# Liste der Biografien/Chap
Liste der Biografien |
Portal Biografien |
Personensuche
# |
A |
B |
C |
D |
E |
F |
G |
H |
I |
J |
K |
L |
M |
N |
O |
P |
Q |
R |
S |
T |
U |
V |
W |
X |
Y |
Z |
?
 
Ca |
Cb |
Cc |
Ce |
Ch |
Ci |
Cj |
Ck |
Cl |
Cm |
Cn |
Co |
Cr |
Cs |
Ct |
Cu |
Cv |
Cw |
Cy |
Cz
 
Cha |
Chb |
Che |
Chh |
Chi |
Chk |
Chl |
Chm |
Chn |
Cho |
Chr |
Cht |
Chu |
Chv |
Chw |
Chy
 
Chaa |
Chab |
Chac |
Chad |
Chae |
Chaf |
Chag |
Chah |
Chai |
Chaj |
Chak |
Chal |
Cham |
Chan |
Chao |
Chap |
Chaq |
Char |
Chas |
Chat |
Chau |
Chav |
Chaw |
Chay |
Chaz
Die Liste der Biografien führt alle Personen auf, die in der deutschsprachigen Wikipedia einen Artikel haben. Dieses ist eine Teilliste mit 345 Einträgen von Personen, deren Namen mit den Buchstaben „Chap“ beginnt.

## Chap

### Chapa
- Chapa Chökyi Sengge (1109–1169), buddhistischer Geistlicher, Abt des Klosters Sangphu Neuthog
- Chapa, Damian (* 1963), US-amerikanischer Schauspieler, Filmregisseur, Filmproduzent und DrehbuchautorDamian Chapa (* 1963)

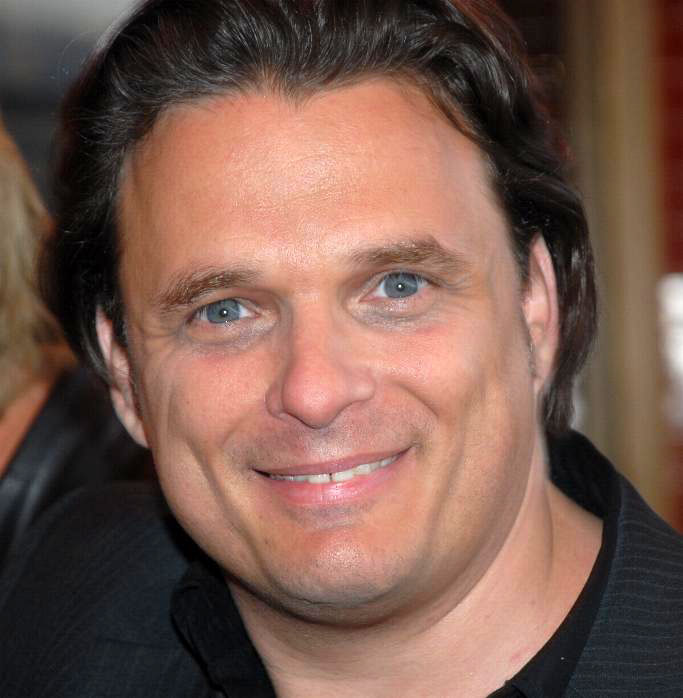
Damian Chapa (* 1963)

- Chapa, Esther (1904–1970), mexikanische Medizinerin und Hochschullehrerin
- Chapais, französischer Schachspieler
- Chapais, Jean-Charles (1811–1885), kanadischer Politiker
- Chapala, Deepthi (* 1979), indische Badmintonspielerin
- Chapaprieta Torregrosa, Joaquín (1871–1951), spanischer Politiker und Ministerpräsident Spaniens
- Chaparro Stivanello, Juan José (* 1953), argentinischer Ordensgeistlicher und römisch-katholischer Bischof von Merlo-Moreno
- Chaparro, Aldo (* 1965), mexikanischer Bildhauer peruanischer Abstammung
- Chaparro, Ernesto (1901–1957), chilenischer Fußballspieler
- Chaparro, Paco (* 1942), spanischer Fußballtrainer
- Chapatte, Robert (1921–1997), französischer Radrennfahrer und Fernsehkommentator

### Chapc
- Chapchal, George (1911–1999), niederländischer Arzt und Orthopäde

### Chapd
- Chapdelaine, Michael (1956–2023), US-amerikanischer Gitarrist und Komponist
- Chapdelaine, Perry A. (1925–2015), amerikanischer Science-Fiction-Autor, Herausgeber und Scientologe

### Chape
- Chapeaurouge, Alfred de (1907–1993), deutscher Politiker (CDU), MdHB
- Chapeaurouge, Axel de (1861–1941), deutscher Arzt, Tierzuchtgelehrter und Hippologe
- Chapeaurouge, Charles Ami de (1830–1897), deutscher Kaufmann und Hamburger Senator
- Chapeaurouge, Donat de (1925–2019), deutscher Kunsthistoriker, Kurator, Hochschullehrer
- Chapeaurouge, Edmund de (1817–1893), deutscher Jurist und Politiker, MdHB
- Chapeaurouge, Frédéric de (1813–1867), deutscher Hamburger Kaufmann und Senator
- Chapeaurouge, Jaques de (1744–1805), Hamburger Kaufmann
- Chapeaurouge, Jaques Henri de (1780–1854), deutscher Kaufmann, Präses der Handelskammer Hamburg
- Chapeaurouge, Jean Dauphin de (1770–1827), deutscher Kaufmann und Bürgermeister
- Chapeaurouge, Paul de (1876–1952), deutscher Jurist und Hamburger Politiker
- Chapeh Yimga, Laetitia (* 1987), äquatorialguineisch-kamerunische Fußballspielerin
- Chapek, Bob (* 1960), US-amerikanischer ManagerBob Chapek (* 1960)

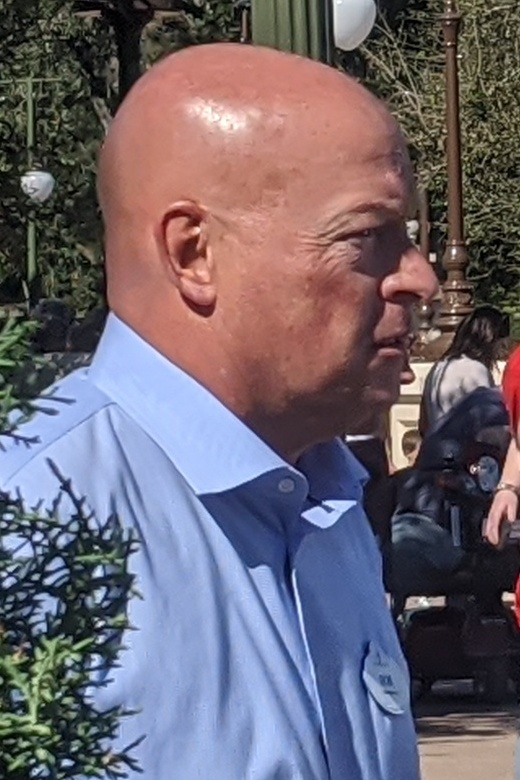
Bob Chapek (* 1960)

- Chapel, Alain (1937–1990), französischer Koch
- Chapel, Jean (1925–1995), US-amerikanische Country- und Rockabilly-Sängerin
- Chapela, Enrico (* 1974), mexikanischer Komponist und Gitarrist
- Chapela, Ignacio (* 1959), mexikanisch-US-amerikanischer Mikrobiologe, Ökologe und Mykologe
- Chapelain, Jean (1595–1674), französischer Schriftsteller
- Chapeland, Claudy (1943–2021), französischer Kinderschauspieler
- Chapelet, Francis (* 1934), französischer Organist
- Chapelier, Annie (* 1967), französische Politikerin
- Chapelle, Axel (* 1995), französischer Stabhochspringer
- Chapelle, Dickey (1919–1965), US-amerikanische Fotografin und Kriegsberichterstatterin
- Chapelle, Georges de la (1868–1923), französischer Tennisspieler
- Chapelle, Kenza (* 2002), französisch-marokkanische FußballspielerinKenza Chapelle (* 2002)

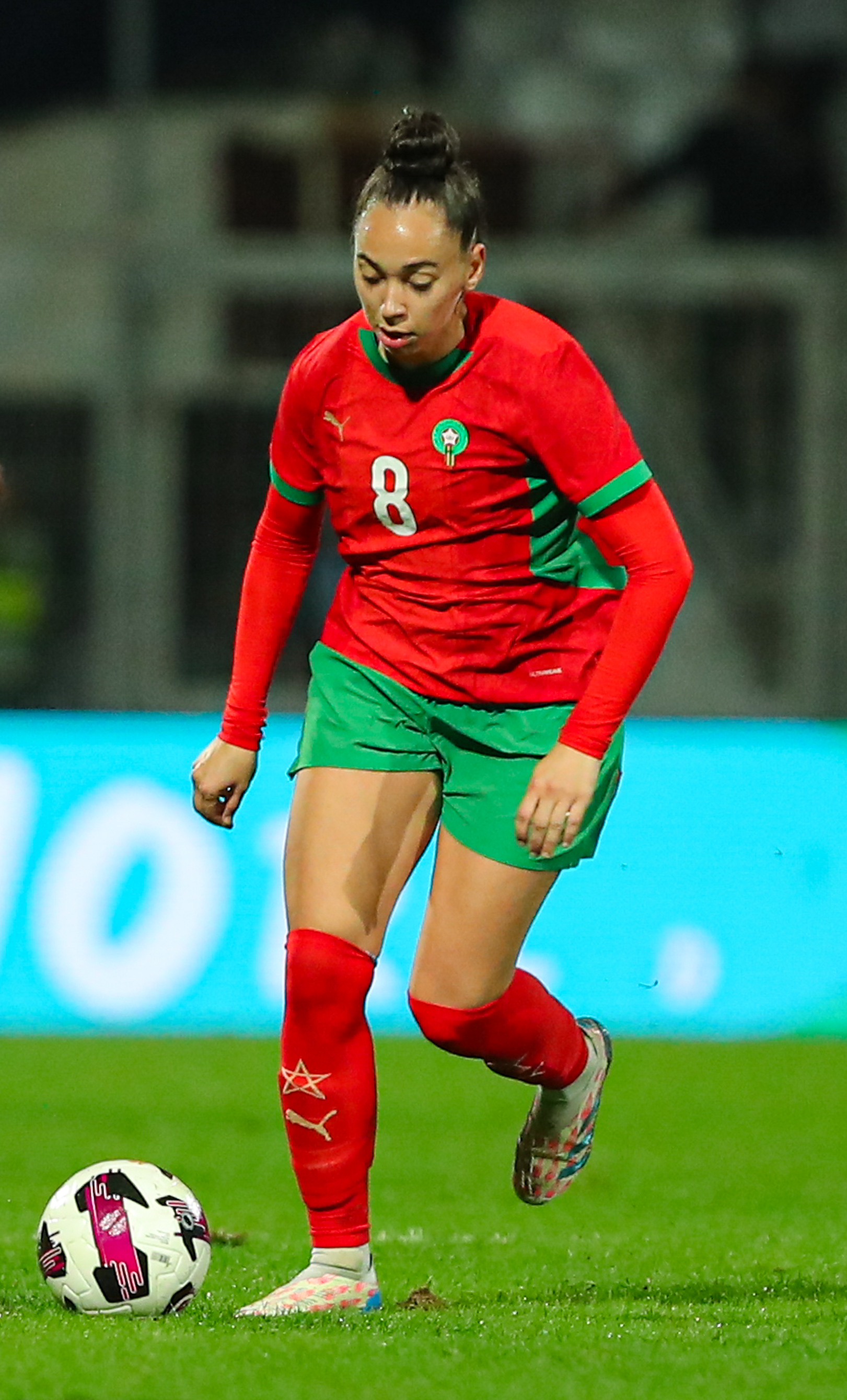
Kenza Chapelle (* 2002)

- Chapelle, Lo La (1888–1966), niederländischer Fußballspieler
- Chapelle, Ninon (* 1995), französische Stabhochspringerin
- Chapelle, Thibaud (* 1977), französischer Ruderer
- Chapelle-Roobol, Suze la (1856–1923), niederländische Schriftstellerin
- Chapelon, André (1892–1978), französischer Ingenieur
- Chapelot, Jean-Louis (* 1957), luxemburgischer Fußballspieler
- Chapero-Jackson, Eduardo (* 1971), spanischer Filmregisseur
- Chaperon, Bob (* 1958), kanadischer Snookerspieler
- Chaperon, Francis (1926–2016), Schweizer Vermessungsingenieur und Hochschullehrer
- Chaperot, Georges (1902–1970), französischer Drehbuchautor

### Chapi
- Chapí y Lorente, Ruperto (1851–1909), spanischer Komponist und Professor
- Chapilina, Wiktorija (* 1992), ukrainische Langstreckenläuferin
- Chapin, Alfred C. (1848–1936), US-amerikanischer Jurist und Politiker
- Chapin, Billy (1943–2016), US-amerikanischer Schauspieler
- Chapin, Chester W. (1798–1883), US-amerikanischer Politiker
- Chapin, Daryl (1906–1995), US-amerikanischer Physiker
- Chapin, Earl (1926–1997), US-amerikanischer Jazzmusiker
- Chapin, Francis Stuart (1888–1974), US-amerikanischer Soziologe
- Chapin, Graham H. (1799–1843), US-amerikanischer Jurist und Politiker
- Chapin, Harold (1886–1915), englischer Schauspieler und Dramatiker
- Chapin, Harry (1942–1981), US-amerikanischer Sänger, Songschreiber und RegisseurHarry Chapin (1942–1981)

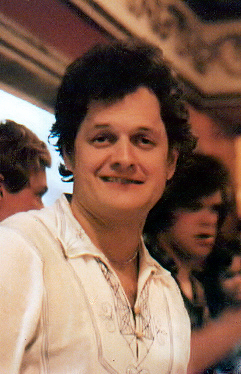
Harry Chapin (1942–1981)

- Chapin, James Paul (1889–1964), US-amerikanischer Ornithologe
- Chapin, James Thomas (* 1955), US-amerikanischer Eisschnellläufer
- Chapin, Jim (1919–2009), US-amerikanischer Jazz-Schlagzeuger, Autor und Musikpädagoge
- Chapin, John Putnam (1810–1864), US-amerikanischer Politiker
- Chapin, John R. (* 1823), US-amerikanischer Künstler und Zeichner
- Chapin, Katherine Garrison (1890–1977), US-amerikanische Schriftstellerin
- Chapin, Lauren (* 1945), US-amerikanische Schauspielerin
- Chapin, Roy D. (1880–1936), US-amerikanischer Unternehmer und Politiker
- Chapin, Thomas (1957–1998), US-amerikanischer Jazzmusiker
- Chapiron, Kim (* 1980), französisch-vietnamesischer Filmregisseur und Musiker

### Chapl
- Chapleau, Joseph-Adolphe (1840–1898), Politiker
- Chaplin, Alexander (* 1971), US-amerikanischer Schauspieler
- Chaplin, Ben, britischer SchauspielerBen Chaplin

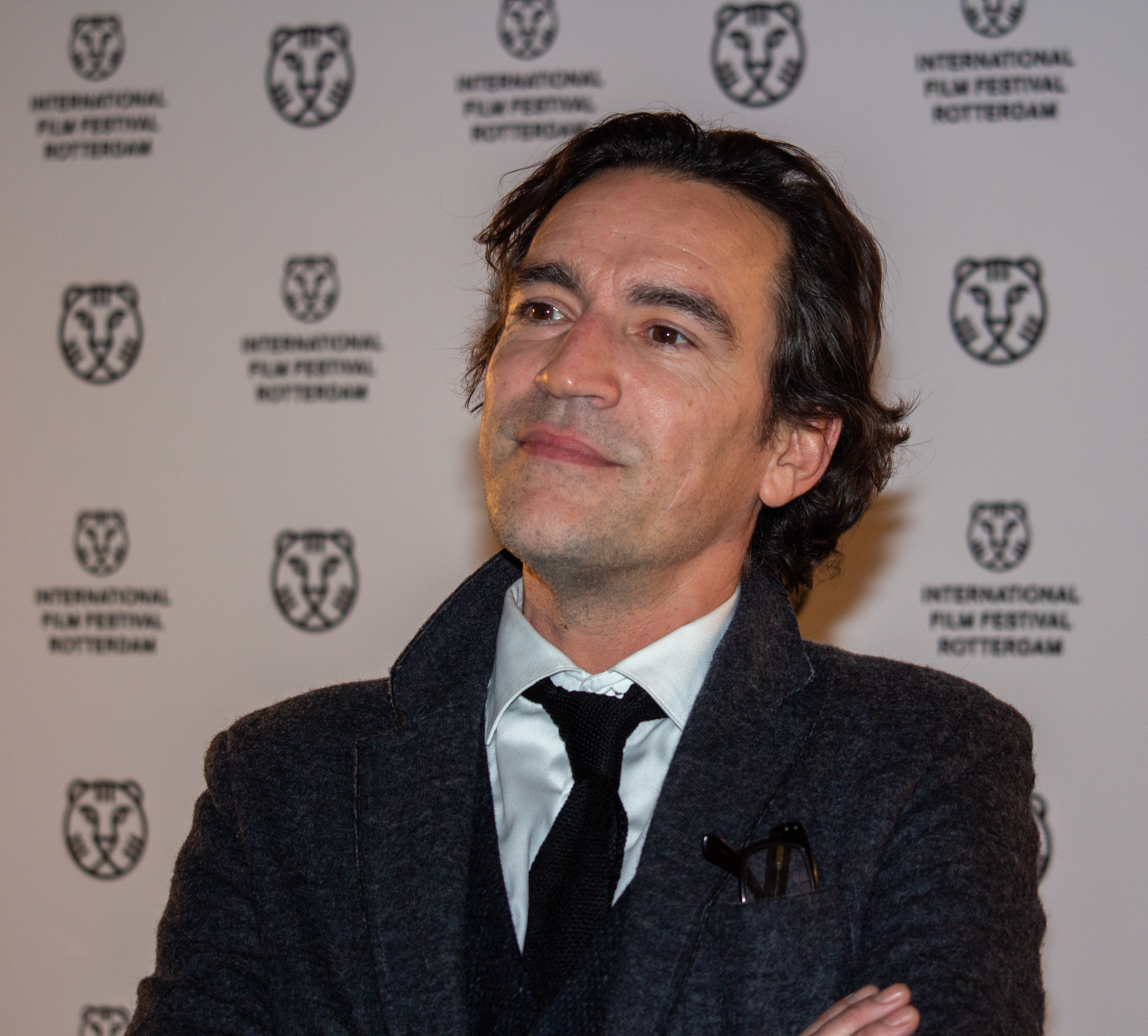
Ben Chaplin

- Chaplin, Blondie (* 1951), südafrikanischer Gitarrist und Sänger
- Chaplin, Carmen, amerikanisch-spanisch-französische Schauspielerin und die Tochter von Michael Chaplin
- Chaplin, Charles (1825–1891), französischer Maler und Kupferstecher
- Chaplin, Charles junior (1925–1968), US-amerikanischer Schauspieler
- Chaplin, Charles Sr. (1863–1901), britischer Sänger und Entertainer
- Chaplin, Charlie (1889–1977), britischer Komiker, Schauspieler, Schnittmeister, Regisseur, Komponist, Drehbuchautor und FilmproduzentCharlie Chaplin (1889–1977)

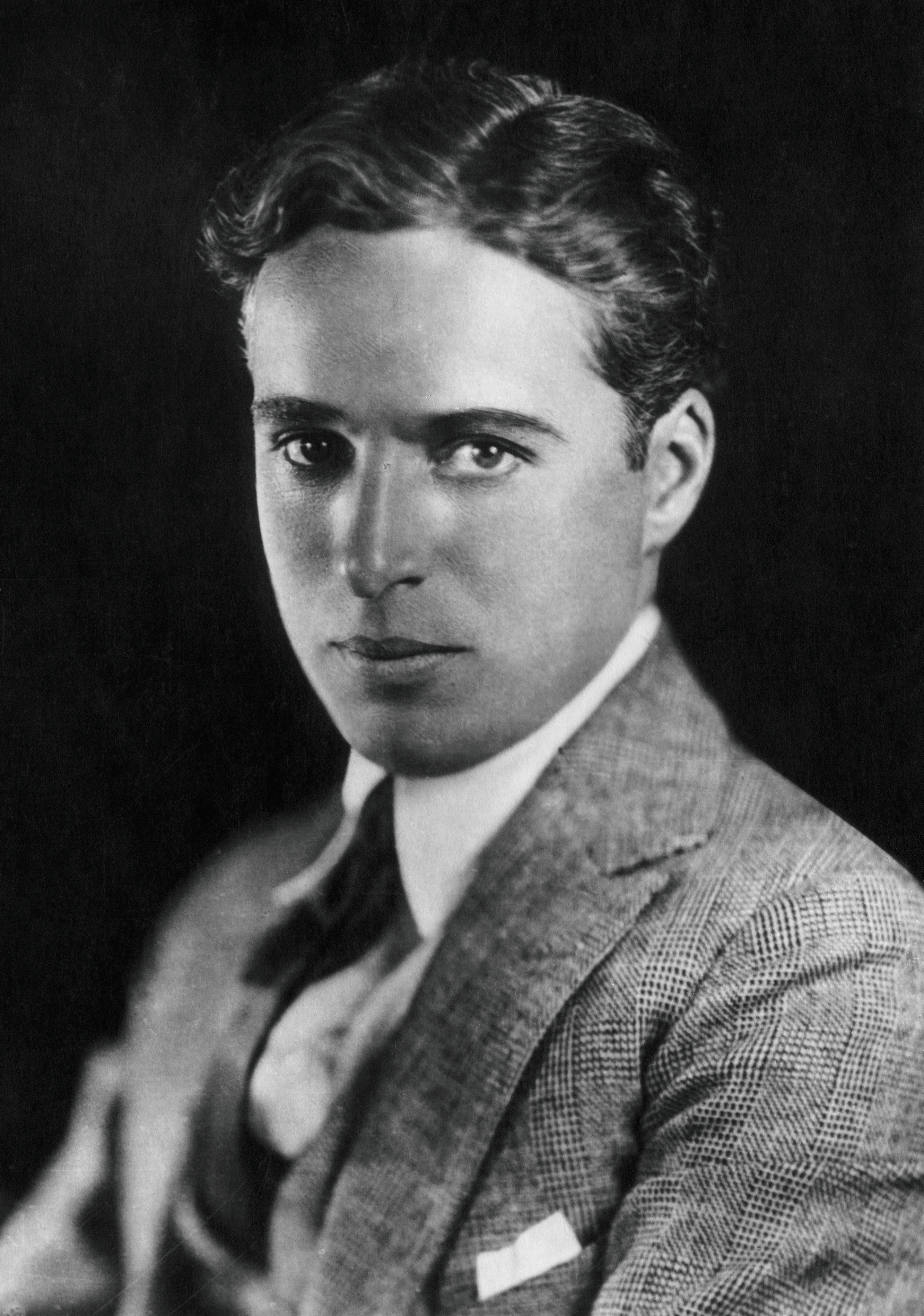
Charlie Chaplin (1889–1977)

- Chaplin, Christopher (* 1962), britischer Komponist und Schauspieler
- Chaplin, Eugene (* 1953), britischer Tontechniker und Dokumentarfilmer
- Chaplin, Geraldine (* 1944), US-amerikanisch-britische Schauspielerin
- Chaplin, Hannah (1865–1928), britische Tänzerin und Sängerin
- Chaplin, Henry, 1. Viscount Chaplin (1840–1923), britischer Politiker der Conservative Party, Unterhausabgeordneter und Peer
- Chaplin, Josephine (1949–2023), US-amerikanische Schauspielerin
- Chaplin, Kiera (* 1982), britisches Fotomodell und Schauspielerin
- Chaplin, Michael (* 1946), US-amerikanischer Schauspieler
- Chaplin, Oscar (1980–2022), US-amerikanischer Gewichtheber
- Chaplin, Ralph (1887–1961), US-amerikanischer Schriftsteller, Künstler, Musiker und Arbeitsaktivist
- Chaplin, Saul (1912–1997), US-amerikanischer Komponist und Texter von Filmmusik
- Chaplin, Sydney (1885–1965), britischer Schauspieler und Komiker
- Chaplin, Sydney (1926–2009), US-amerikanischer Schauspieler
- Chaplin, Tom (* 1979), britischer Sänger, Musiker und Komponist
- Chaplin, Victoria (* 1951), US-amerikanische Schauspielerin
- Chaplin, William J., britischer Astronom

### Chapm
- Chapman Nyaho, William H. (* 1958), US-amerikanischer Pianist und Musikpädagoge
- Chapman Waugh, Inés María (* 1965), kubanische Wasserbauingenieurin und Politikerin (PCC)
- Chapman Woodroof, Naomi (1900–1989), US-amerikanische Phytopathologin
- Chapman, Adeline (1847–1931), englisch-britische Frauenwahlrechtsaktivistin
- Chapman, Allan (1897–1966), britischer Politiker
- Chapman, Allan (* 1946), britischer Wissenschaftshistoriker
- Chapman, Allysha (* 1989), kanadische Fußballspielerin
- Chapman, Alvan Wentworth (1809–1899), US-amerikanischer Arzt und Botaniker
- Chapman, Andrew Grant (1839–1892), US-amerikanischer Politiker
- Chapman, Anna Wassiljewna (* 1982), russische TV-Moderatorin, Model und AgentinAnna Wassiljewna Chapman (* 1982)

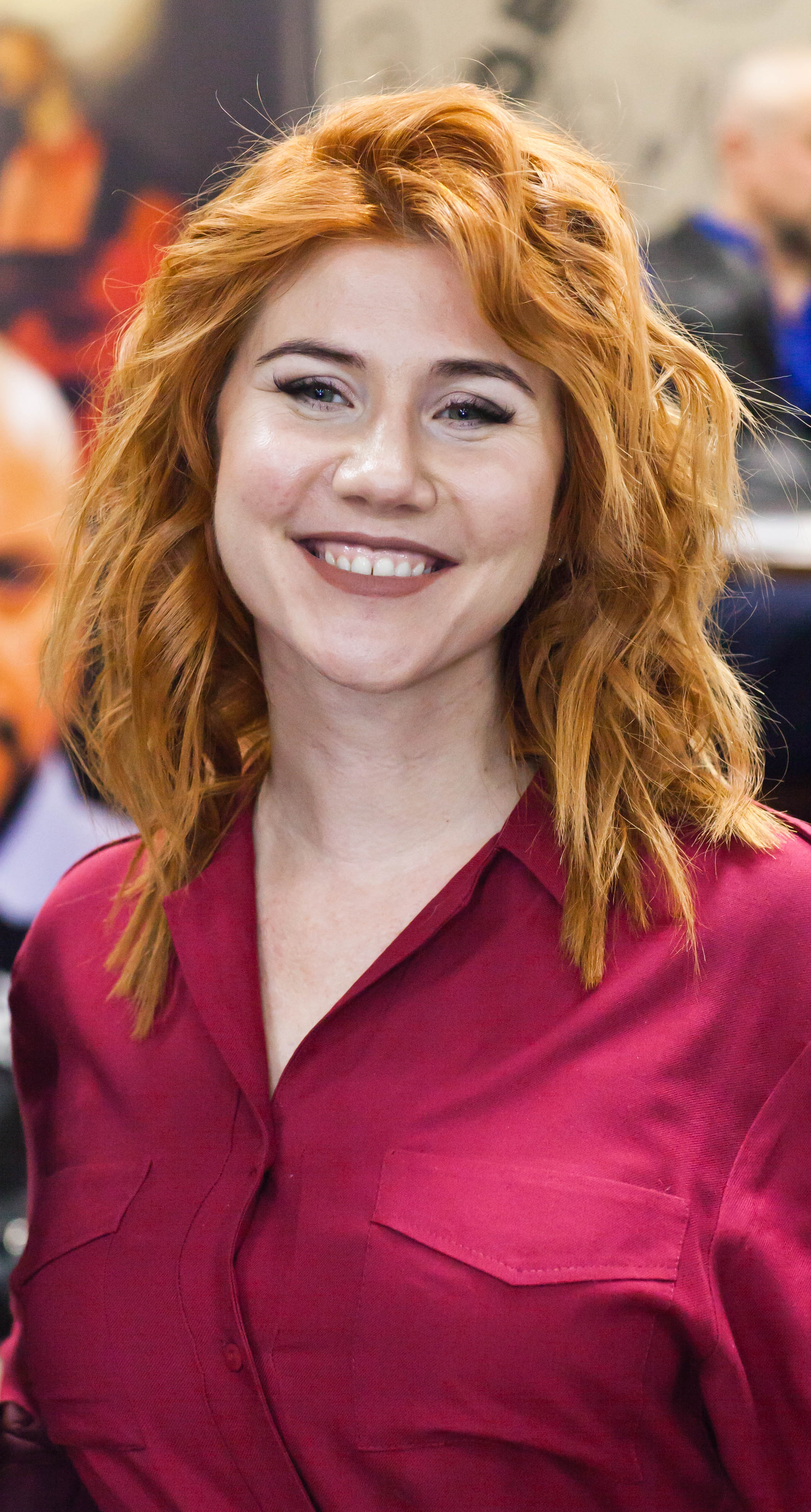
Anna Wassiljewna Chapman (* 1982)

- Chapman, Anne (1922–2010), französisch-amerikanische Anthropologin und Ethnologin
- Chapman, Anne Maria (1791–1855), Missionarin der Church Mission Society (CMS)
- Chapman, Annie (1841–1888), englische Prostituierte, Opfer von Jack the RipperAnnie Chapman (1841–1888)

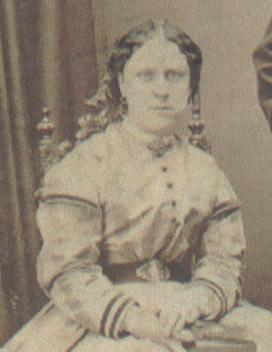
Annie Chapman (1841–1888)

- Chapman, Augustus A. (1803–1876), US-amerikanischer Politiker
- Chapman, Beth (1967–2019), US-amerikanische Kopfgeldjägerin und Reality-TV-Darstellerin
- Chapman, Beth Killough (* 1962), US-amerikanische Politikerin (Republikanische Partei)
- Chapman, Beth Nielsen (* 1958), US-amerikanische Sängerin und Komponistin
- Chapman, Bird Beers (1821–1871), US-amerikanischer Politiker
- Chapman, Blair (* 1956), kanadischer Eishockeyspieler
- Chapman, Brenda (* 1962), Regisseurin, Drehbuchautorin und Storyboardzeichnerin
- Chapman, Brodie (* 1991), australische Radrennfahrerin
- Chapman, Candace (* 1983), kanadische Fußballspielerin
- Chapman, Charles (1752–1809), britischer Kolonialverwalter und Politiker
- Chapman, Charles (1799–1869), US-amerikanischer Jurist und Politiker
- Chapman, Cheryl (* 1948), amerikanische Autorin, Lehrerin
- Chapman, Christopher (1927–2015), kanadischer Filmregisseur, Kameramann und Spezialeffektkünstler
- Chapman, Clyde R. (1889–1978), US-amerikanischer Anwalt und Politiker
- Chapman, Colin (1928–1982), britischer Rennwagen-Konstrukteur
- Chapman, Connor (* 1994), australischer Fußballspieler
- Chapman, Daisy (* 1979), britische Popsängerin
- Chapman, Dave (* 1936), britischer Hindernisläufer
- Chapman, David E. (1929–2010), US-amerikanischer Jazzmusiker
- Chapman, David Leonard (1869–1958), britischer Physiko-Chemiker
- Chapman, Dean-Charles (* 1997), britischer SchauspielerDean-Charles Chapman (* 1997)

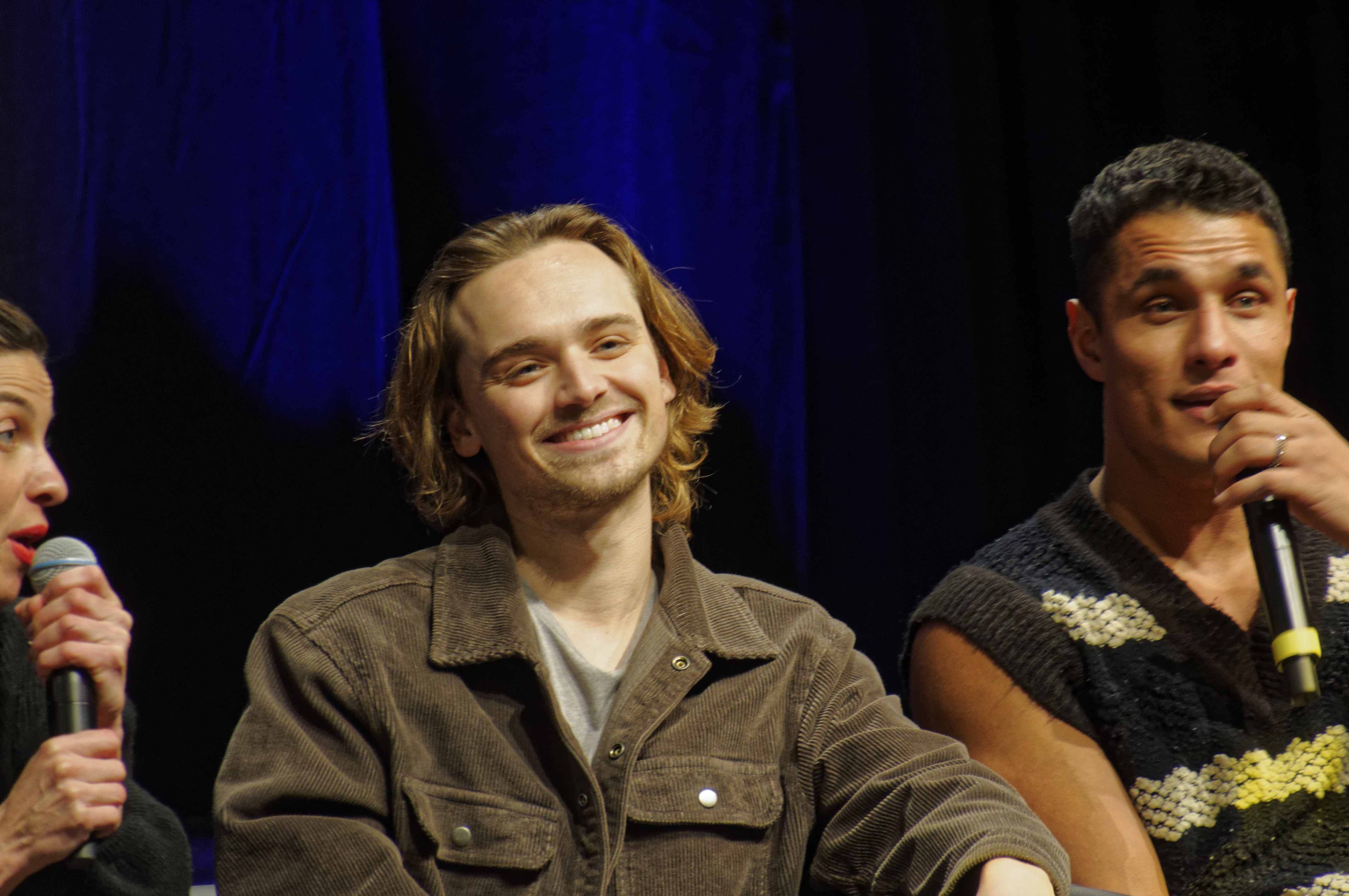
Dean-Charles Chapman (* 1997)

- Chapman, Dinos (* 1962), britischer Künstler
- Chapman, Donald, Baron Northfield (1923–2013), britischer Politiker (Labour Party), Mitglied des House of Commons und Life Peer
- Chapman, Douglas, kanadischer Schauspieler, Stuntman und Stunt Koordinator
- Chapman, Douglas (* 1955), schottischer Politiker
- Chapman, Duane (* 1953), US-amerikanischer Kopfgeldjäger
- Chapman, Eddie (1914–1997), englischer Krimineller und Spion
- Chapman, Elbridge G. (1895–1954), US-amerikanischer Offizier, Generalmajor der US-Army
- Chapman, Ernest (1926–2013), australischer Ruderer
- Chapman, Frank Michler (1864–1945), amerikanischer Ornithologe, Autor und Bankier
- Chapman, Frederick A. (1818–1891), amerikanischer Maler
- Chapman, Fredrik Henrik af (1721–1808), schwedischer Schiffbaumeister
- Chapman, Gary (* 1938), US-amerikanischer baptistischer Pastor, Paar- und Beziehungsberater und Sachbuchautor von Fünf Sprachen der Liebe
- Chapman, Gary (1938–1978), australischer Schwimmer
- Chapman, George (1559–1634), englischer Dramatiker und Dichter
- Chapman, George (1865–1903), polnisch-britischer Giftmörder
- Chapman, Georgina (* 1976), englische Modedesignerin und SchauspielerinGeorgina Chapman (* 1976)

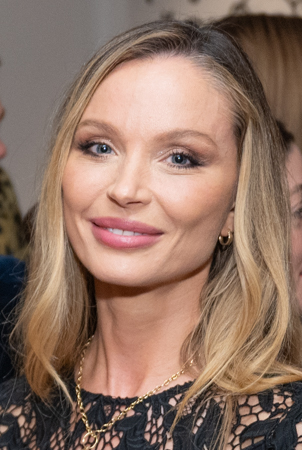
Georgina Chapman (* 1976)

- Chapman, Grady (1929–2011), US-amerikanischer Doo-Wop-Sänger
- Chapman, Graham (1941–1989), britischer Schauspieler und Schriftsteller
- Chapman, Henry (1804–1891), US-amerikanischer Politiker
- Chapman, Henry N. (* 1967), britischer Experimentalphysiker und Hochschullehrer
- Chapman, Herbert (1878–1934), englischer Fußballspieler und -trainer
- Chapman, Hollie, englische Schauspielerin
- Chapman, Homer Dwight (1898–2005), US-amerikanischer Agrarwissenschaftler und Bodenkundler
- Chapman, Jake (* 1966), britischer Künstler
- Chapman, James (1831–1872), englischer Afrikaforscher
- Chapman, James (* 1979), australischer Ruderer
- Chapman, Jan (* 1950), australische Filmproduzentin
- Chapman, Janice (* 1938), australische Sängerin und Gesangspädagogin
- Chapman, Jay (* 1994), kanadischer Fußballspieler
- Chapman, Jim (* 1945), US-amerikanischer Politiker
- Chapman, John (1740–1800), US-amerikanischer Politiker
- Chapman, John (1877–1947), US-amerikanischer Radrennfahrer, Radsport-Organisator und -Funktionär
- Chapman, John (1882–1948), schottischer Fußballspieler und -trainer
- Chapman, John Grant (1798–1856), US-amerikanischer Politiker
- Chapman, John H. (1921–1979), kanadischer Weltraumforscher
- Chapman, John Wilbur (1859–1918), US-amerikanischer presbyterianischer Pastor, Autor, Kirchenführer und Evangelist
- Chapman, John William (1894–1978), US-amerikanischer Politiker
- Chapman, Jonathan, US-amerikanischer Basketballtrainer und -spieler
- Chapman, Joseph (* 1981), neuseeländischer Straßenradrennfahrer
- Chapman, Joseph E. (* 1984), US-amerikanischer Basketballspieler
- Chapman, Judith (* 1951), US-amerikanische Schauspielerin
- Chapman, Karen (* 1959), englische Badmintonspielerin
- Chapman, Katie (* 1982), englische Fußballspielerin
- Chapman, Kevin (* 1962), US-amerikanischer Schauspieler und FilmproduzentKevin Chapman (* 1962)

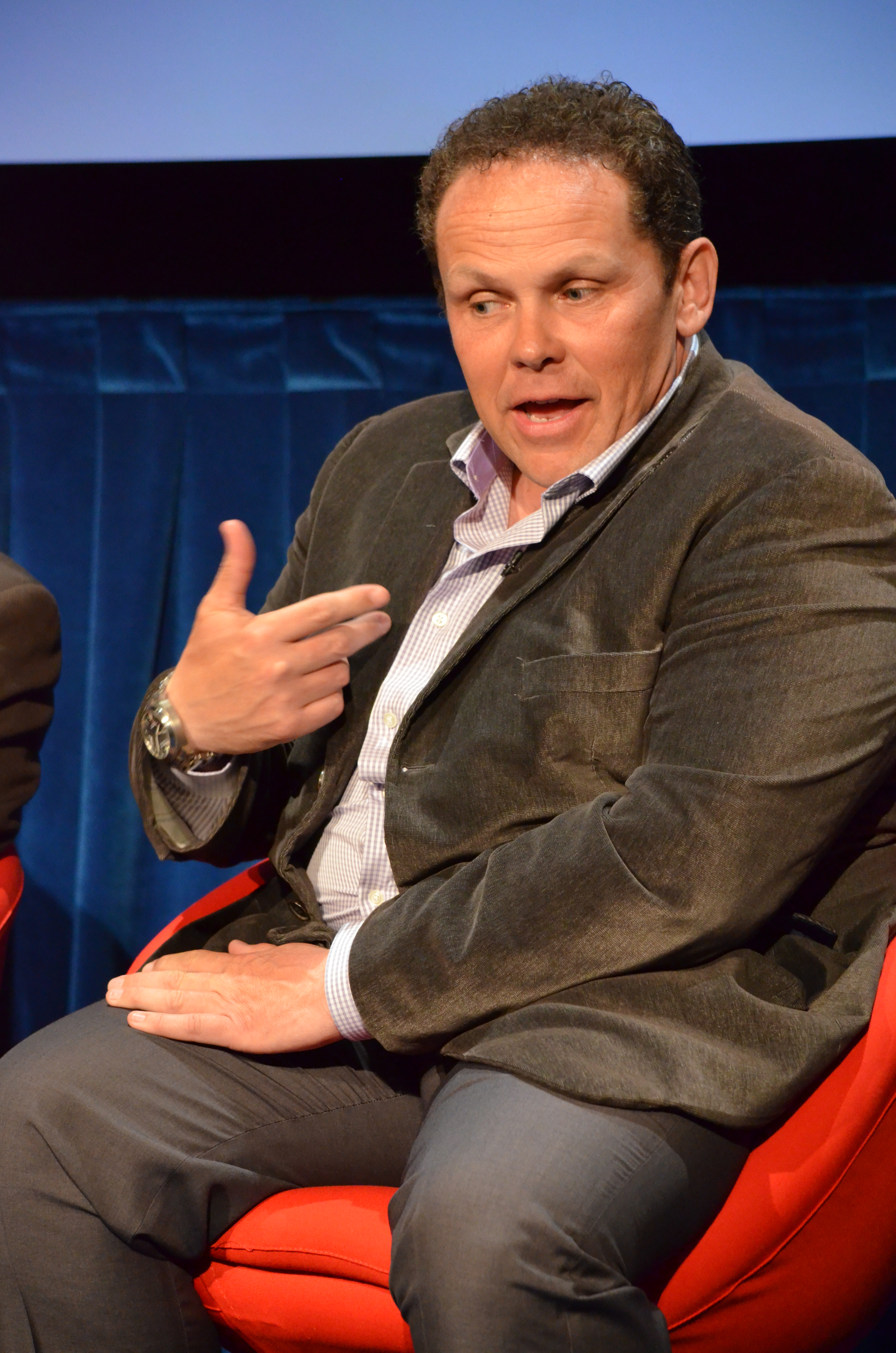
Kevin Chapman (* 1962)

- Chapman, Kip (* 1980), neuseeländischer Schauspieler, Theaterproduzent, Theaterregisseur und Drehbuchautor
- Chapman, Lanei (* 1973), US-amerikanische Schauspielerin
- Chapman, Lee (* 1959), englischer Fußballspieler
- Chapman, Leland (* 1976), US-amerikanischer Kopfgeldjäger
- Chapman, Leonard F. junior (1913–2000), US-amerikanischer Militär, General und 24. Commandant des United States Marine Corps
- Chapman, Leonard T (* 1933), amerikanischer Ingenieur und Erfinder
- Chapman, Linda (* 1969), englische Schriftstellerin
- Chapman, Lisa (* 1966), englische Badmintonspielerin
- Chapman, Lonny (1920–2007), US-amerikanischer Schauspieler
- Chapman, Maggie (* 1979), schottische Politikerin und Rektorin
- Chapman, Manfred (1948–2020), deutscher Galoppsportkommentator und -journalist
- Chapman, Margaret Ann (1937–2009), neuseeländische Limnologin und Hochschullehrerin
- Chapman, Marguerite (1918–1999), US-amerikanische Filmschauspielerin
- Chapman, Maria Weston (1806–1885), US-amerikanische Abolitionistin und Sozialreformerin
- Chapman, Mark (* 1994), hongkong-neuseeländischer Cricketspieler
- Chapman, Mark David (* 1955), US-amerikanischer AttentäterMark David Chapman (* 1955)

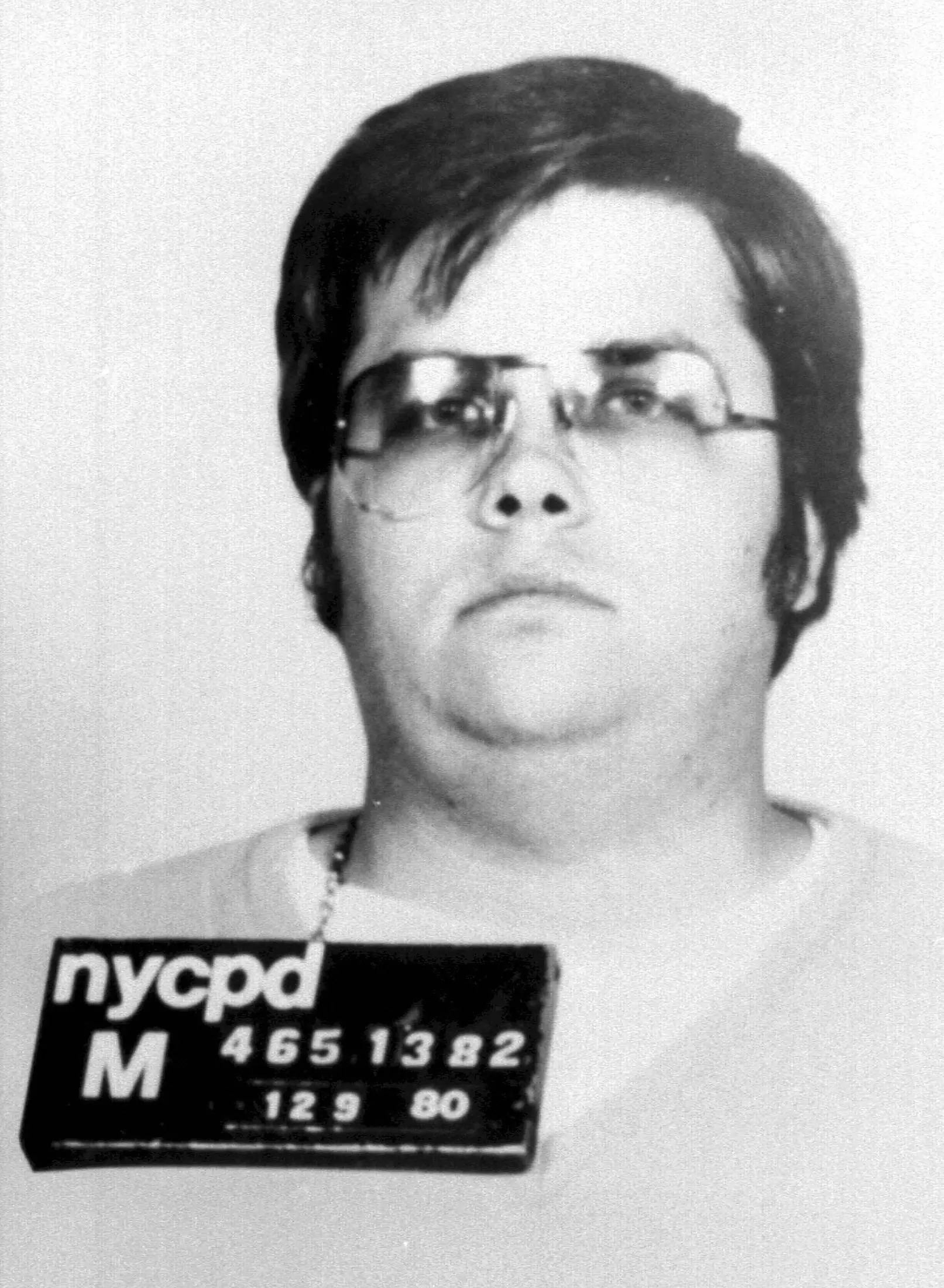
Mark David Chapman (* 1955)

- Chapman, Mark Lindsay (* 1954), britischer Schauspieler
- Chapman, Matt (* 1993), amerikanischer Baseballspieler
- Chapman, Matthew (* 1950), englischer Journalist, Sach- und Drehbuchautor und Regisseur
- Chapman, Michael (1935–2020), US-amerikanischer Kameramann
- Chapman, Michael (1941–2021), britischer Gitarrist
- Chapman, Michael (* 1945), südafrikanischer Anglist und Literaturwissenschaftler
- Chapman, Mike (* 1947), australischer Plattenproduzent und Songwriter
- Chapman, Minerva J. (1858–1947), US-amerikanische Malerin
- Chapman, Nicola, Baroness Chapman (1961–2009), britische Life Peeress
- Chapman, Orlow W. (1832–1890), US-amerikanischer Politiker, Jurist und United States Solicitor General
- Chapman, Orville L. (1932–2004), US-amerikanischer Chemiker (Organische Chemie)
- Chapman, Oscar L. (1896–1978), US-amerikanischer Politiker
- Chapman, Percy Addison (1889–1937), US-amerikanischer Romanist
- Chapman, Pleasant T. (1854–1931), US-amerikanischer Politiker
- Chapman, Raffiella (* 2007), britische Kinderdarstellerin mit italienischen Wurzeln
- Chapman, Ralph T. (1907–1981), US-amerikanischer Techniker
- Chapman, Ray (1891–1920), US-amerikanischer Baseballspieler
- Chapman, Reuben (1799–1882), US-amerikanischer Politiker
- Chapman, Richard (1937–2011), britischer Verwaltungswissenschaftler, Politikwissenschaftler und Hochschullehrer
- Chapman, Rodney, US-amerikanischer Jazzmusiker (Saxophon)
- Chapman, Roger (* 1942), britischer RocksängerRoger Chapman (* 1942)

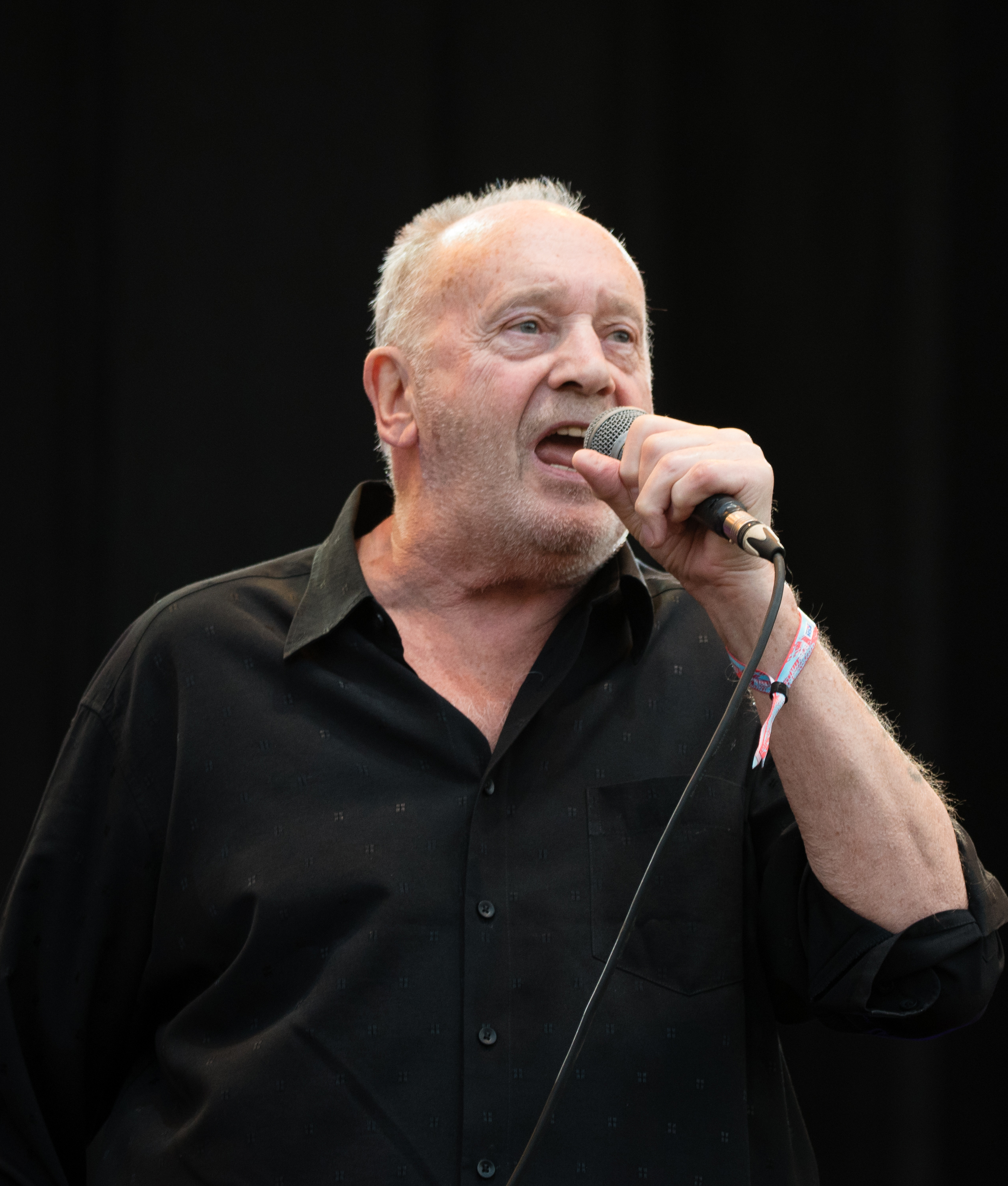
Roger Chapman (* 1942)

- Chapman, Sammy (1938–2019), nordirischer Fußballspieler und -trainer
- Chapman, Sammy (* 1946), englischer Fußballspieler
- Chapman, Samuel (1860–1947), britischer Politiker
- Chapman, Sarah (1862–1945), englische Pionierin der Gleichstellung der Geschlechter und der Fairness am Arbeitsplatz
- Chapman, Sean (* 1961), britischer Schauspieler
- Chapman, Shane (* 1978), neuseeländischer Thaiboxer und K-1-Kämpfer
- Chapman, Simon (* 1951), australischer Mediziner
- Chapman, Steven Curtis (* 1962), US-amerikanischer Pop- und Rockmusiker
- Chapman, Susan (* 1962), australische Ruderin
- Chapman, Sydney (1888–1970), britischer Astronom und Geophysiker
- Chapman, Ted (1933–2005), australischer Politiker (Liberal Party)
- Chapman, Timara (* 2000), US-amerikanische Siebenkämpferin
- Chapman, Todd C. (* 1962), US-amerikanischer Diplomat
- Chapman, Tracy (* 1964), US-amerikanische Sängerin und SongschreiberinTracy Chapman (* 1964)

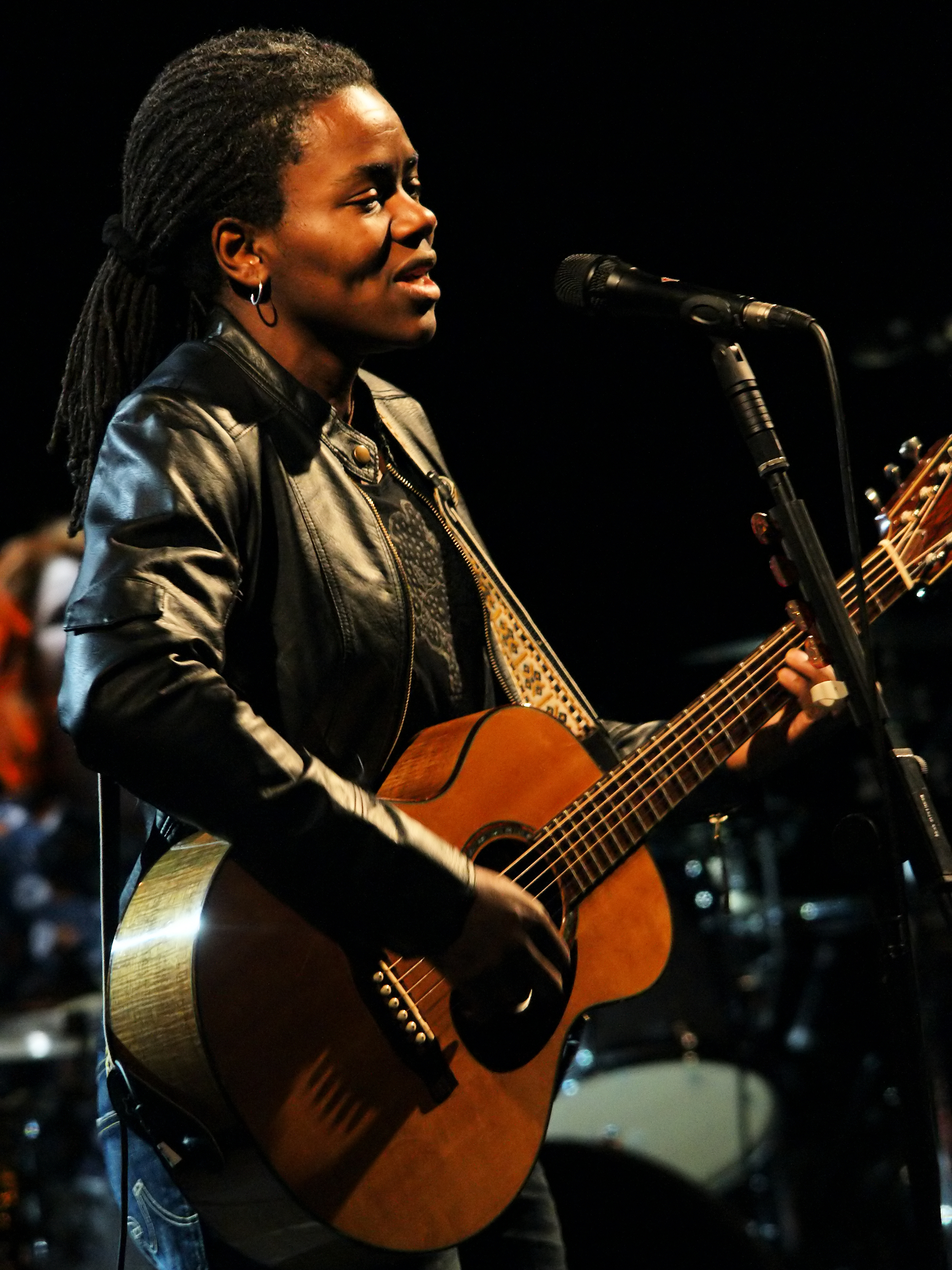
Tracy Chapman (* 1964)

- Chapman, Vera (1898–1996), britische Autorin
- Chapman, Victor (1890–1916), französisch-US-amerikanischer Pilot
- Chapman, Virgil (1895–1951), US-amerikanischer Politiker (Demokratische Partei)
- Chapman, William W. (1808–1892), US-amerikanischer Politiker
- Chapman-Davies, Rohan (* 1991), australischer Freestyle-Skisportler
- Chapman-Huston, Desmond (1884–1952), englisch-irischer Autor und Publizist

### Chapo
- Chapo, Daniel (* 1977), mosambikanischer Jurist, Journalist und Politiker der FRELIMODaniel Chapo (* 1977)

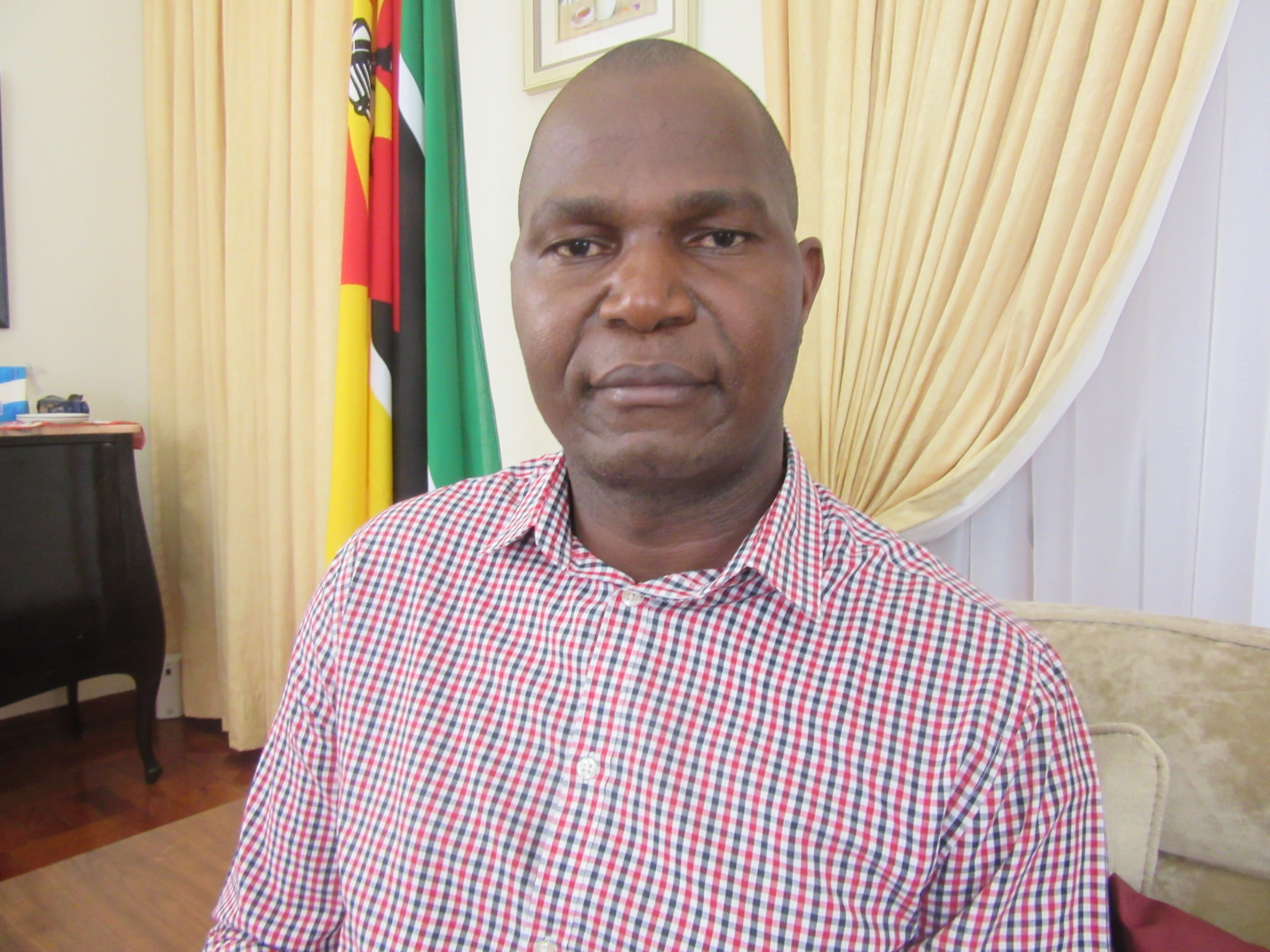
Daniel Chapo (* 1977)

- Chapo, Pierre (1927–1987), französischer Möbeldesigner und Kunstschreiner
- Chaponda, George (* 1942), malawischer Politiker und Außenminister
- Chapone, Hester (1727–1801), britische Schriftstellerin
- Chaponnière, Francis (1842–1924), Schweizer evangelischer Theologe und Hochschullehrer
- Chaponnière-Chaix, Pauline (1850–1934), Schweizer Frauenrechtlerin
- Chapot, Jean (1930–1998), französischer Filmregisseur, Drehbuchautor und Produzent
- Chapotot, Claire (* 1990), französische Snowboarderin
- Chapou, Jacques (1909–1944), französischer Lehrer und Widerstandskämpfer
- Chapouthier, Fernand (1899–1953), französischer Klassischer Archäologe und Philologe
- Chapoutot, Johann (* 1978), französischer Historiker

### Chapp
- Chappatte, Patrick (* 1967), Schweizer Karikaturist
- Chappaz, Achille (1854–1902), Schweizer Politiker
- Chappaz, Jules (* 1999), französischer Skilangläufer
- Chappaz, Maurice (1916–2009), Schweizer Schriftsteller
- Chappaz, Pierre (* 1959), französischer Unternehmer
- Chappe d’Auteroche, Jean (1728–1769), französischer Astronom
- Chappe, Claude (1763–1805), französischer Techniker und GeistlicherClaude Chappe (1763–1805)

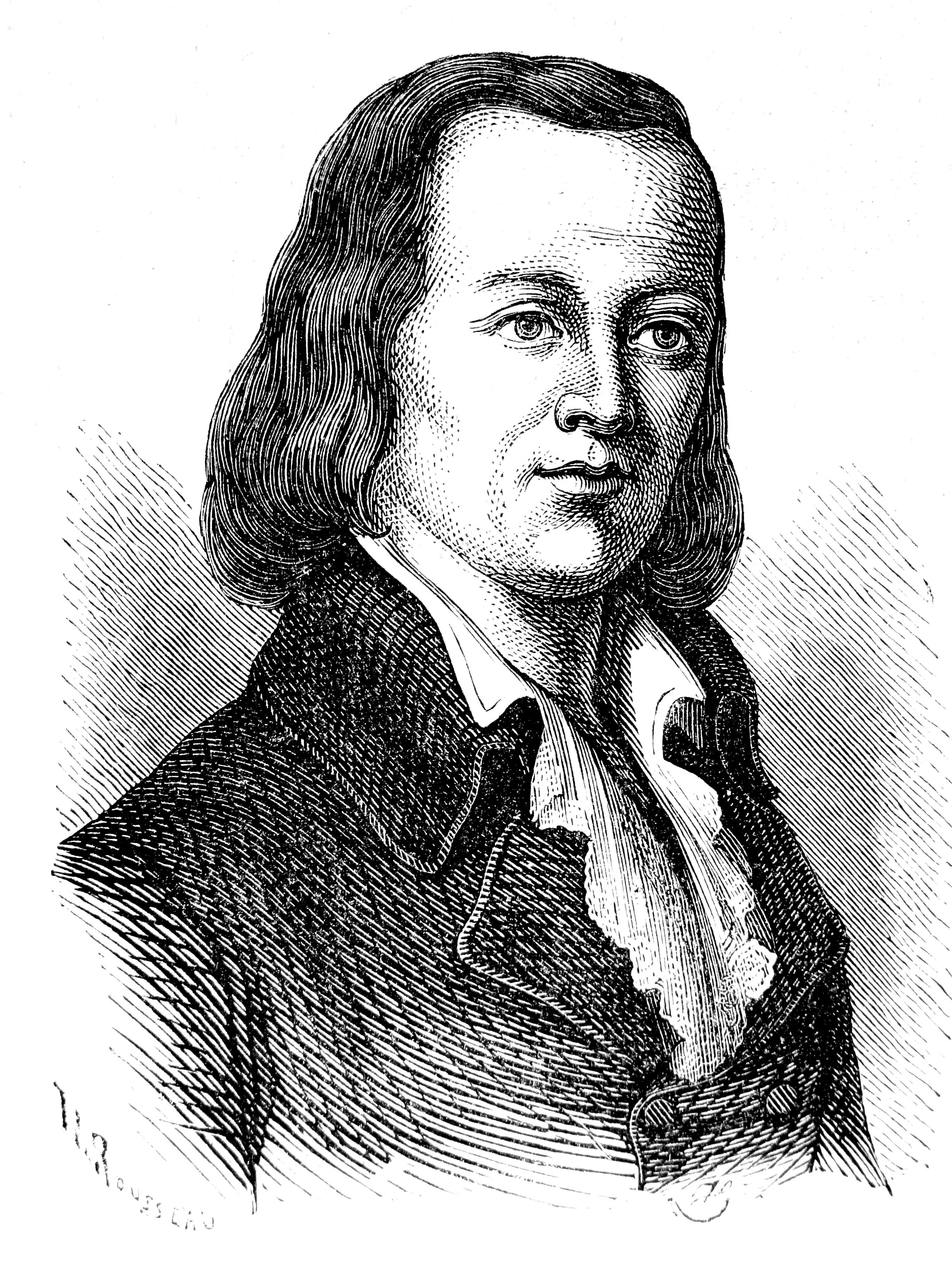
Claude Chappe (1763–1805)

- Chappe, Georges (* 1944), französischer Radrennfahrer, Weltmeister im Radsport
- Chappel, Tim (* 1967), australischer Kostümbildner
- Chappel, Tony (* 1960), walisischer Snookerspieler
- Chappelear, Leon (1909–1962), US-amerikanischer Countrymusiker
- Chappell, Absalom Harris (1801–1878), US-amerikanischer Politiker
- Chappell, Annette (1929–1996), englische Tänzerin und Tanzpädagogin
- Chappell, Dominic (* 1966), britischer Unternehmer und Automobilrennfahrer
- Chappell, Ellise (* 1992), britische Schauspielerin
- Chappell, Greg (* 1948), australischer Cricketspieler
- Chappell, Ian (* 1943), australischer Cricketspieler
- Chappell, James (1890–1964), US-amerikanischer Astronom und Fotograf
- Chappell, James (1915–1976), britischer Eishockeyspieler
- Chappell, Jim, US-amerikanischer Jazz-Pianist
- Chappell, John J. (1782–1871), US-amerikanischer Politiker
- Chappell, Kendall (* 1991), US-amerikanische Schauspielerin
- Chappell, L. H. (1853–1928), US-amerikanischer Politiker
- Chappell, Lisa (* 1968), neuseeländische Schauspielerin und Sängerin
- Chappell, Nick (* 1992), US-amerikanischer Tennisspieler
- Chappell, Stephen (* 1975), australischer Air Marshal
- Chappell, Warren (1904–1991), US-amerikanischer Grafiker, Schriftentwerfer und Illustrator
- Chappell, William V. (1922–1989), US-amerikanischer Politiker
- Chappelle, Dave (* 1973), US-amerikanischer Comedian und SchauspielerDave Chappelle (* 1973)

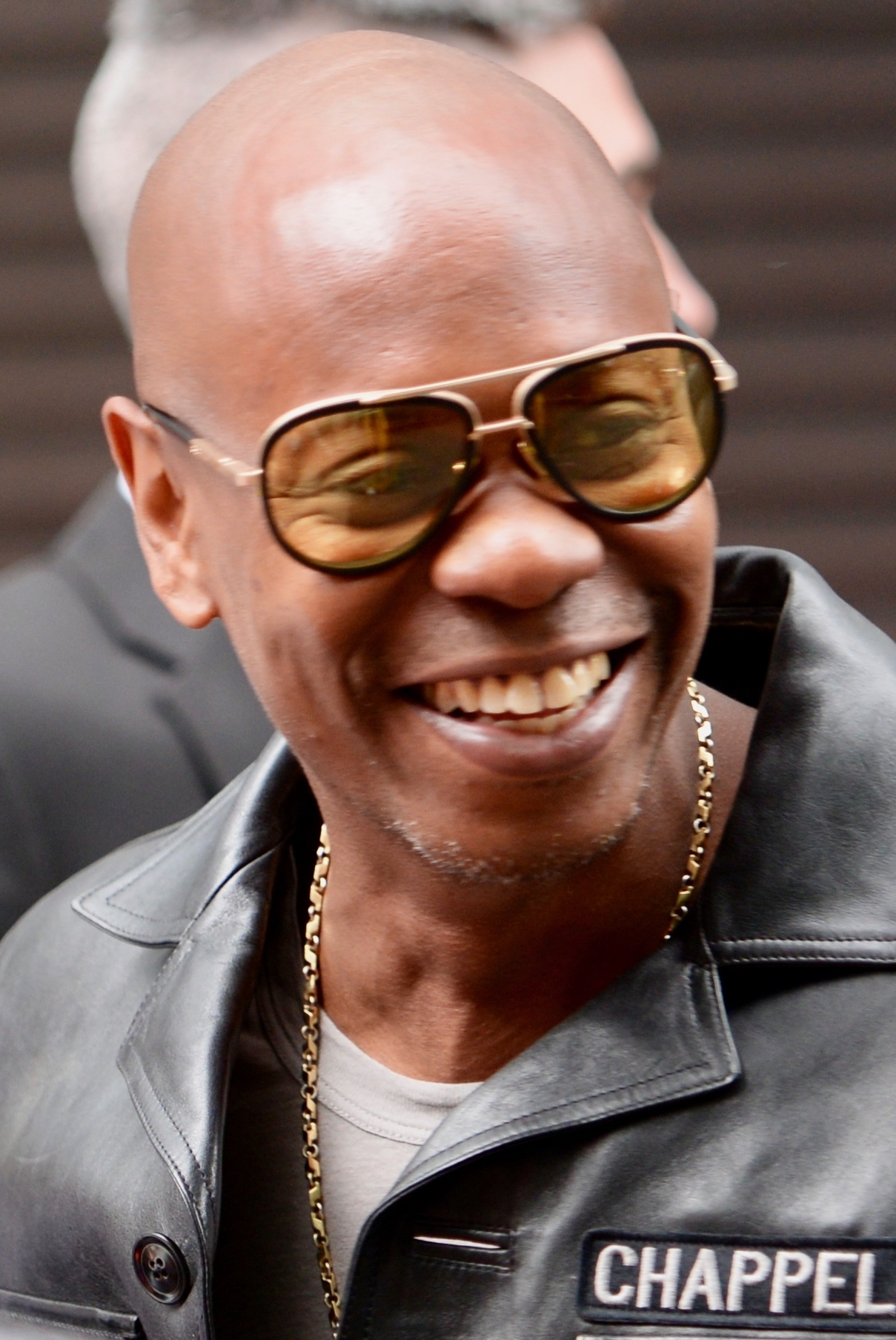
Dave Chappelle (* 1973)

- Chappelle, Emmett W. (1925–2019), US-amerikanischer Wissenschaftler
- Chappelle, Joe, US-amerikanischer Film-, Fernsehregisseur sowie Autor
- Chapperon, Claude (1877–1944), französischer Radrennfahrer
- Chapperon, Timoleon (1808–1867), savoyischer und französischer Politiker und Historiker
- Chappetto, Raymond (* 1945), US-amerikanischer römisch-katholischer Geistlicher, Weihbischof in Brooklyn
- Chappie, Eugene A. (1920–1992), US-amerikanischer Politiker
- Chappin, Marcel (1943–2021), niederländischer römisch-katholischer Theologe und Archivar
- Chapple, Belinda (* 1975), australische Sängerin
- Chapple, Frank, Baron Chapple of Hoxton (1921–2004), britischer Gewerkschafter, Life Peer
- Chapple, John (1931–2022), britischer Generalfeldmarschall und Gouverneur von Gibraltar
- Chapple, Nicole (* 1981), australische Langstreckenläuferin
- Chapple, Samuel (* 1998), niederländischer Mittelstreckenläufer
- Chapple, Stanley (1900–1987), britischer Dirigent und Musikpädagoge
- Chappot, Roger (1940–2020), französisch-schweizerischer Eishockeyspieler
- Chappuis, Albert-Louis (1926–1994), Schweizer Landwirt und Schriftsteller
- Chappuis, Charyl (* 1992), thailändisch-schweizerischer FußballspielerCharyl Chappuis (* 1992)

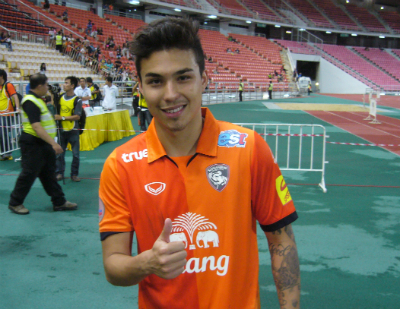
Charyl Chappuis (* 1992)

- Chappuis, François Louis von (1751–1830), preußischer Oberst und Ritter des Ordens Pour le Mérite
- Chappuis, Friedrich-Wilhelm von (1886–1942), deutscher General der Infanterie im Zweiten Weltkrieg
- Chappuis, Hermann von (1838–1910), preußischer Generalleutnant
- Chappuis, Hermann von (1855–1925), deutscher Verwaltungsjurist
- Chappuis, Isabelle (* 1971), Schweizer Politikerin (Die Mitte) und Wirtschaftswissenschaftlerin
- Chappuis, James (1854–1934), französischer Chemiker und Physiker
- Chappuis, Jean-Marc (1924–1987), Schweizer evangelischer Theologe und Hochschullehrer
- Chappuis, Liliane (1955–2007), Schweizer Politikerin (SP)
- Chappuis, Maria Salesia (1793–1875), Schweizer Nonne
- Chappuis, Marianne (* 1939), Schweizer Schauspielerin
- Chappuis, Marie-Claude (* 1973), Schweizer Sängerin (Mezzosopran)
- Chappuis, Mélanie (* 1976), Schweizer Autorin und Schriftstellerin
- Chappuis, Mélusine, Schweizer Jazzmusikerin (Piano, Komposition)
- Chappuis, Pierre (1855–1916), Schweizer Physiker
- Chappuis, Pierre (1930–2020), Schweizer Schriftsteller und Literaturkritiker
- Chappuis, Pierre-Alfred (1891–1960), Schweizer Hydrobiologe, Höhlenforscher, Institutsleiter und Autor
- Chappuis, Samuel (1809–1870), Schweizer evangelischer Geistlicher und Hochschullehrer
- Chappuis, Wilhelm von (1793–1869), preußischer Generalmajor
- Chappuys, Claude († 1575), französischer Dichter und Kammerherr des Königs Franz I.
- Chappuzeau, Adolf von (1857–1939), deutscher evangelischer Pastor
- Chappuzeau, Charles (1577–1644), französischer Advocat am Parlement de Paris und Privatsekretär des französischen Königs Ludwig XIII.
- Chappuzeau, Christoph (1656–1734), Presbyter der Celler Hugenotten, Herzoglich Braunschweig-Lüneburgischer Geheimer Kammersekretär und Korrespondent mit Leibniz
- Chappuzeau, Christoph Heinrich (1726–1791), deutscher evangelisch-lutherischer Theologe, Konsistorialrat und Abt im Kloster Loccum
- Chappuzeau, Luise Sophie (1841–1901), Diakonisse und Oberin des Marienstiftes in Braunschweig
- Chappuzeau, Rudolf (1769–1817), deutscher Verwaltungsbeamter, Kurfürstlich Braunschweig-Lüneburgischer Amtschreiber und Königlich Hannoverscher Amtsmann
- Chappuzeau, Samuel (1625–1701), französischer Reisender und Autor

### Chapr
- Chapron, Gilbert (1933–2016), französischer Boxer
- Chapron, Henri (1886–1978), französischer Unternehmer
- Chapron, Tony (* 1972), französischer Fußballschiedsrichter

### Chaps
- Chapsal, Charles-Pierre (1787–1858), französischer Grammatiker, Lexikograf und Romanist
- Chapsal, Madeleine (1925–2024), französische Journalistin und Schriftstellerin

### Chapt
- Chaptal, Emmanuel (1861–1943), französischer Weihbischof
- Chaptal, Jean-Antoine (1756–1832), französischer Chemiker und Politiker
- Chaptal, Léonie (1873–1937), französische Krankenschwester und Präsidentin des International Council of Nurses

### Chapu
- Chapu, Henri (1833–1891), französischer Bildhauer und Medailleur
- Chapuis, Auguste (1858–1933), französischer Komponist, Organist und Musikpädagoge
- Chapuis, Cyril (* 1979), französischer Fußballspieler
- Chapuis, Eric (* 1942), Schweizer Autorennfahrer
- Chapuis, Félicien (1824–1879), belgischer Entomologe
- Chapuis, Jean-Daniel (1921–1988), Schweizer evangelischer Geistlicher
- Chapuis, Jean-Frédéric (* 1989), französischer Freestyle-Skisportler
- Chapuis, Julien (* 1968), Schweizer Kunsthistoriker
- Chapuis, Michel (1930–2017), französischer Organist
- Chapuis, Michel (* 1941), französischer Kanute
- Chapuis, Patrice (* 1974), französischer Bogenbiathlet
- Chapuis, Paul (1851–1904), Schweizer evangelischer Theologe und Hochschullehrer
- Chapuis, Robert Lucien (1935–2009), französischer Geistlicher, Bischof von Mananjary, Madagaskar
- Chapuis-Bischof, Simone (1931–2023), Schweizer Redaktorin und Feministin
- Chapuisat, Marianne (* 1969), Schweizer Lehrerin und Bergsteigerin
- Chapuisat, Pierre-Albert (* 1948), Schweizer Fußballspieler und -trainer
- Chapuisat, Stéphane (* 1969), Schweizer FussballspielerStéphane Chapuisat (* 1969)

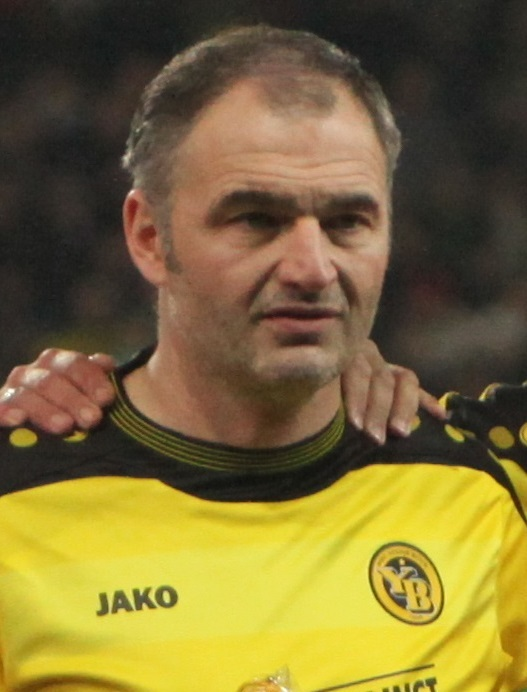
Stéphane Chapuisat (* 1969)

- Chapus, Georges-Sully (1887–1964), französischer Gymnasiallehrer und Linguist
- Chapuseaux, Negrito (1911–1986), dominikanischer Sänger und Komponist
- Chaput, Charles Joseph (* 1944), US-amerikanischer, katholischer Ordensgeistlicher und emeritierter Erzbischof von Philadelphia
- Chaput, Michael (* 1992), kanadischer Eishockeyspieler
- Chaput, Nicole (* 1943), französische Schauspielerin
- Chaput, Roger (1909–1994), französischer Jazzgitarrist und bildender Künstler
- Chapuy, Nicolas-Marie-Joseph (1790–1858), französischer Maler
- Chapuys, Eustace (1489–1556), spanischer Botschafter im Vereinigten Königreich